# (58097) Alimov
Pour les articles homonymes, voir Alimov.
(58097) Alimov est un astéroïde de la ceinture principale.
Il porte le nom d'un spécialiste russe des écosystèmes, Alexandre Alimov (né en 1933).

## Description
(58097) Alimov est un astéroïde de la ceinture principale. Il fut découvert le 26 octobre 1976 à Naoutchnyï par Tamara Smirnova. Il présente une orbite caractérisée par un demi-grand axe de 2,57 UA, une excentricité de 0,26 et une inclinaison de 12,9° par rapport à l'écliptique.

## Compléments